# Marcelle Cahn
Marcelle Cahn (* 1. März 1895 in Straßburg; † 20. September 1981 in Neuilly-sur-Seine) war eine französische Malerin, deren Arbeiten dem Purismus und der geometrischen Abstraktion zugeordnet werden.

## Leben
Marcelle Cahn wurde 1895 in Straßburg geboren. Die Zeit zwischen 1915 und 1919 verbrachte sie mit ihrer Mutter in Berlin, wo sie bei Eugen Spiro und Lovis Corinth Malerei studierte.  Nach einer Zeit der Wanderschaft zwischen Straßburg, Paris und Zürich kehrte sie 1925 nach Paris zurück und blieb bis 1930. Sie besuchte zunächst die Académie de la Grande Chaumière und wechselte dann als Schülerin von Fernand Léger und Amédée Ozenfant an die Académie de L’Art Moderne.
Ab 1925 wurde sie vom Galeristen Léonce Rosenberg betreut, der regelmäßig einige ihrer Bilder in seiner Galerie ausstellte. 1926 konnte sie mit ihren Bildern an der großen Ausstellung L’Art d’Aujourd’hui teilnehmen. 1926 trat sie auch der Société Anonyme Inc. in New York bei, einer von Katherine Dreier und Marcel Duchamp geleiteten Institution für moderne Kunst. 1929 gründete Michel Seuphor die Gruppe Cercle et Carré, der Marcelle Cahn mit einigen anderen Malerinnen beitrat. In der bekanntesten Fotografie der Gruppe sind neben Cahn noch Franziska Clausen, Florence Henri, Vera Idelson und Sophie Taeuber-Arp zu sehen.
Marcelle Cahn traf 1930 auf Herwarth Walden, dessen Galerie Der Sturm sie bereits durch ihren Berlin-Aufenthalt kannte. Walden bot ihr eine Ausstellung in seiner Galerie an, was sie ablehnte. Sie überließ Walden jedoch ein Klischee des Bildes Haus, Brücke und Segler, welches Walden in einem Sonderheft Stempellieder der Zeitschrift Der Sturm (Jahrgang 20, Nr. 9) im Dezember 1930 abdruckte.
In den dreißiger Jahren zog sich Marcelle Cahn aus der internationalen Kunstszene zurück. Sie lebte und malte in Straßburg. Während des Zweiten Weltkriegs 1939–1945 floh sie vor der deutschen Besatzung Frankreichs erst nach Blois, dann nach Toulouse.
Erst 1947 kehrte sie endgültig nach Paris zurück. Sie trat dem von Sonia Delaunay-Terk initiierten Salon des Réalités Nouvelles bei, der sich der Förderung der konkreten Kunst widmete. Die Arbeiten, die in den 50er und 60er Jahren entstanden, bedeuteten für Marcelle Cahn einen neuen künstlerischen Aufschwung und internationale Anerkennung.
Marcelle Cahn starb 1981 in Neuilly-sur-Seine bei Paris.

## Werk
Bis 1925 war Marcelle Cahn auf der Suche nach ihrem eigenen Stil und experimentierte mit den damals gängigen neuen Kunstströmungen. So sind z. B. einige Bilder im impressionistischen Stil nach Paul Cézanne entstanden, ferner Porträts und Aktzeichnungen, aber auch schon erste geometrisch-abstrakte Arbeiten.
Während Marcelle Cahns Studienzeit in Paris entstanden zunächst kubistisch beeinflusste Arbeiten. Durch den Einfluss von Amédée Ozenfant entwickelt sich ihre Malerei in Richtung Purismus, ihre abstrakten Kompositionen sind auf das Notwendige reduziert, mit großen, strengen, raumfüllenden Farbflächen mit zurückhaltenden Farben. Als Motive findet man geometrische Elemente kombiniert mit städtischen Motiven, Stillleben und Alltagsgegenstände. Beeinflusst durch ihren Lehrer Fernand Léger beschäftigte sie sich auch mit dem Verhältnis von Mensch und Technik; als Motive tauchen Schiffe, Flugzeuge und Stadtmotive auf.
Ende der dreißiger Jahre wurden ihre bisher streng geometrischen Formen gelöster und die Farbe nahm eine bestimmende Rolle ein. In den 50er und 60er Jahren ging Marcelle Cahn zu linearen, großflächigen Formen über. Es entstanden ferner Collagen, Fotocollagen, Sphärenbilder und Skulpturen, die international Anerkennung fanden. Sonderausstellungen zu ihrem Werk fanden ab den 50er Jahren in vielen europäischen Städten statt, darunter Paris, London, Genf, Hannover und Stockholm. 2015 wurde sie in der Ausstellung Sturm-Frauen in der Schirn Kunsthalle in Frankfurt als eine von vielen Malerinnen der Avantgarde im Umfeld der Galerie Der Sturm gewürdigt.